# Противоударный щит

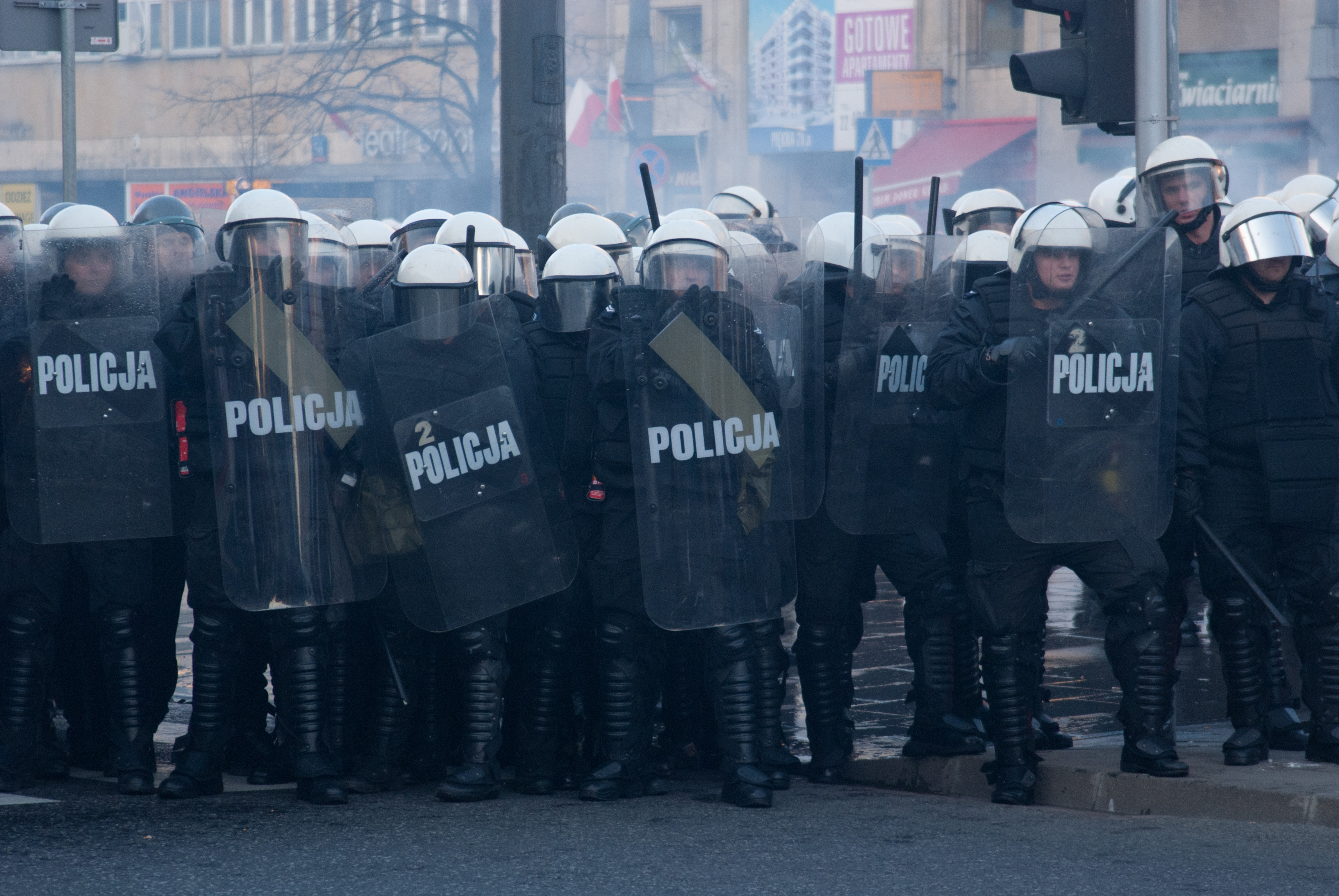
Полиция Польши, 2011 год

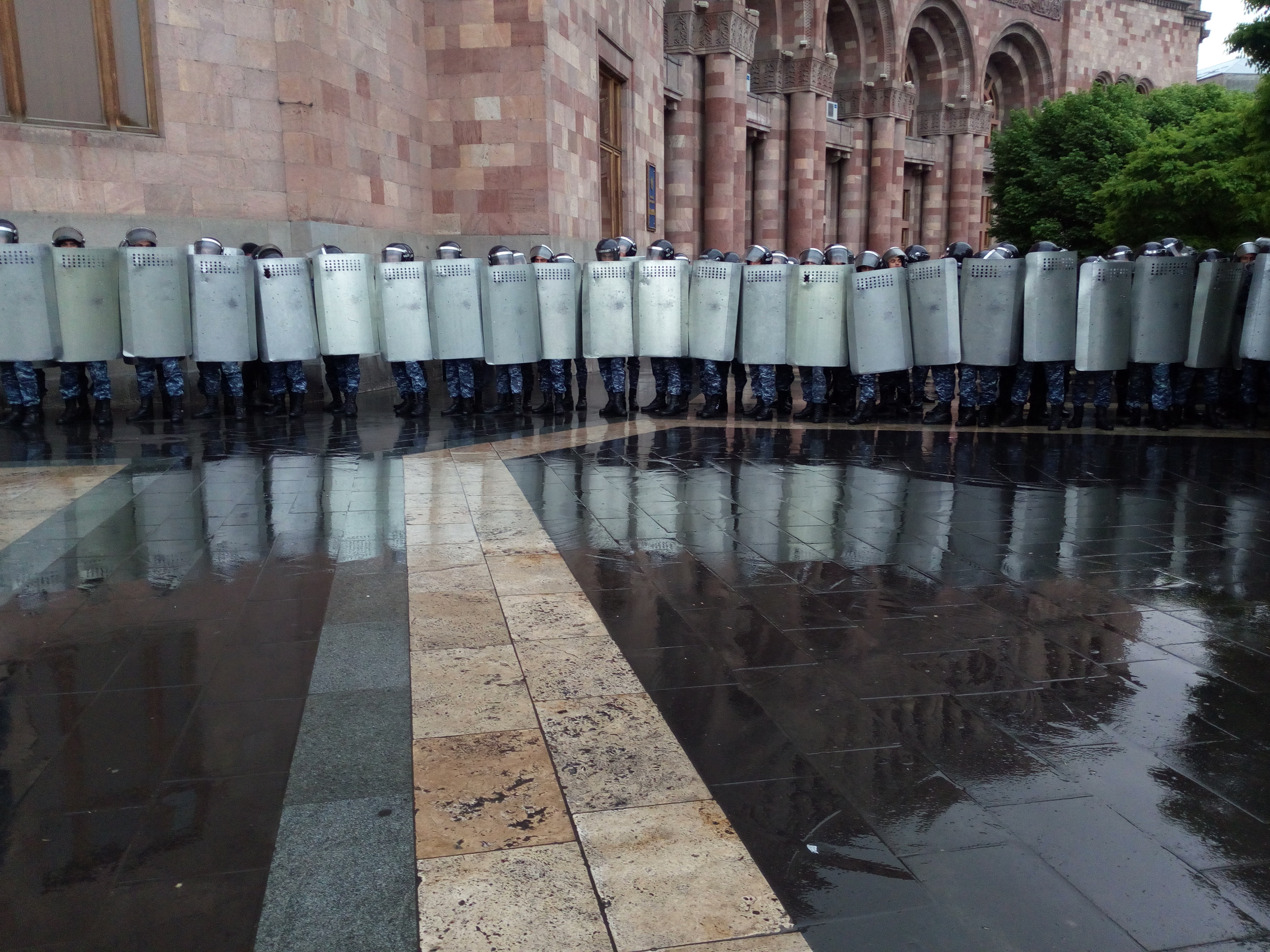
Полиция Армении, 2018 год, Бархатная революция

Противоударный щит — средство индивидуальной защиты, применяемое полицией, жандармерия (внутренними войсками , Росгвардией, Национальной гвардией США и т.п.), подразделениями вооруженных сил, для защиты от ударов палками, камнями, другими метательными предметами, которые агрессивные протестующие используют для оказания сопротивления.
На рубеже 1960—1970-х годов такие противоударные щиты поступили на вооружение специальных подразделений полиции США, Японии и ряда иных государств. Щиты обеспечивали защиту от ударов холодным и импровизированным оружием и метательных снарядов (камней, бутылок и т. д.).
Противоударные щиты нередко изготавливают из прозрачного пластика, или они имеют вставку на уровне глаз из данного материала (либо перфорационные отверстия), благодаря чему можно наблюдать окружающую обстановку и координировать свои действия.
Могут быть изготовлены как из металла (алюминий, сталь), так и из полимеров. Иногда в их ручки встроены электрошокеры. В 2011 году компания Raytheon получила патент на противоударный щит с устройством, издающим низкочастотый звук, резонирующий с органами дыхания человека, что создает у них затруднения при дыхании.